# Contea di San Juan (Nuovo Messico)
La contea di San Juan, in inglese San Juan County, è una contea dello Stato del Nuovo Messico, negli Stati Uniti. La popolazione al censimento del 2000 era di 113 801 abitanti. Il capoluogo di contea è Aztec.

## Geografia
La contea si trova nell'angolo nord-occidentale dello Stato. Il punto più a nord-ovest è dove si toccano Arizona, Colorado, Nuovo Messico e Utah, il Four Corners. Il territorio si trova nell'Altopiano del Colorado. Il centro è caratterizzato da mesa, rocce vulcaniche (come lo Shiprock), montagne, arroyo e canyon. Nel sud-ovest si estendono i monti Chuska. Il San Juan River forma il confine nord-est. Più della metà del territorio è occupato dalla Riserva Navajo e in piccola parte dalla Riserva Ute Mountain Ute Tribe. La contea ospita inoltre il parco nazionale storico della cultura Chaco, anche patrimonio UNESCO.

### Contee confinanti
- Contea di Montezuma (Colorado) - nord
- Contea di La Plata (Colorado) - nord
- Contea di Archuleta (Colorado) - nord-est
- Contea di Rio Arriba - est
- Contea di Sandoval - sud-est
- Contea di McKinley - sud
- Contea di Apache (Arizona) - ovest
- Contea di San Juan (Utah) - nord-ovest

## Storia
La regione era abitata dagli Anasazi e dai Navajo. La contea fu istituita nel 1887.

## Comuni

### Cities
- Aztec
- Bloomfield
- Kirtland
- Farmington